# Даниъл Брайън
Брайън Даниелсън (на английски: Bryan Danielson; роден на 22 май 1981), по-познат като Даниел Брайън (Daniel Bryan), е американски професионален кечист, състезаващ се в AEW.
Той е признат за един от най-техничните кечисти в днешно време, като е бил в десетки т.нар. indy федерации като ROH, FIP, New Japan Pro Wrestling, спечелил редица легендарни титли и заслужил с много години кръв, пот и усилия мястото на Топ Човекът в WWE. Участвал първо в реалити-шоуто „NXT“, елиминиран от там и част от групировката Nexus, по-късно е уволнен за прекалена агресия (сценарий); завърнал се на турнира „Лятно тръшване“, като грабва първо Титлата на Съединените щати (United States Championship), а после и самия Договор в куфарчето (Money in the Bank)!

## Ранна кариера
Даниел Брайън започва като кечист от задните дворове; той се състезава в Backyard Championship Wrestling (BCW), където печели титлата в тежка категория. Има намерение да тренира в училището по борба на Дийн Маленко, но поради затварянето му, той става ученик на Шон Майкълс в Тексаската кеч академия (Texas Wrestling Academy). Първото му турне се състои в Япония в Frontier Martial-Arts Wrestling на 11 декември 1999 г., заедно с колегата си Ланс Кейд, пратени от Майкълс. Той печели първия си професионален пояс, отборната титла на TWA на 21 март 2000 г., заедно със Spanky (Браян Кендрик). Брайън е записан в подфедерацията на WWE, където работи за Memphis Championship Wrestling (MCW).

## Кариера в ROH
Компанията обаче затваря и Брайън Даниелсън напуска WWE. Той има и кратък престой в ECW, където печели отборните титли със Сабу. По-късно той враждува с Таз и губи мач за титлата на FTW.
Даниелсън има няколко появи на Velocity и Heat – по-маловажните шоута на WWE, където се изявява като jobber. В едно от шоутата, той се бори и с бъдещия шампион на Федерацията, Джон Сина.
През 2002 г., кечистът се присъединява към Ring of Honor, където е описван като един от „бащите-откриватели“ (заедно с Low-Ki и Кристофър Даниълс), тъй като е един от борците, които правят компанията известна с изявите си. На 22 февруари, той участва в главния мач на дебютното шоу на ROH, The Era of Honor Begins в троен мач срещу Low-Ki и Даниълс, който бързо поставя федерацията на картата. През януари 2005 г., Даниел Брайън навлиза в жестока вражда с Хомисайд, която завършва със серия от 5 финални мача с условия. Хомисайд доминира в началото и бие Даниелсън в първите два мача (мач до предаване и мач с вързани юмруци). Но Даниълсън става победител в другите мачове, печелейки мач, в който тушовете се броят навсякъде, мач с дървари и мач в клетка на The Final Showdown на 13 май.

Дълго време Браъйн Даниелсън е описван като най-добрия борец в ROH, който не е държал титла. Въпреки че печели встъпителния турнир „Survival of the Fittest“ през 2004 г., титлата постоянно страни от него. В средата на 2005 г., ROH разпространява новината, че е напуснал компанията заради неспособността си да победи Остин Ейрис за световната титла на ROH. На Даниелсън му омръзва кеча като цяло и си взима почивка, за да преразгледа кариерата си. Но тъй като имал няколко уредени мача в Европа, новината се оказва само история, обясняваща отсъствието му в този период. През май започват слухове, че Total Nonstop Action Wrestling са заинтересовани в него, но Брайън остава в ROH.

### 2005 г.
Даниелсън най-накрая престава да бъде „най-добрия борец в ROH, който не е държал титла“, побеждавайки Джеймс Гибсън (понастоящем Джейми Нобъл) за световната титла на ROH на 17 септември на „Glory by Honor IV“. След това той отсъства месец заради мачове в IWA Mid-South, но се завръща с успешна защита на титлата си срещу Остин Ейрис на 14 октомври. Брайън защитава успешно титлата си и срещу Кристофър Даниълс на „A Night of Tribute“, след като го нокаутира с порещ лакът в 30-минутен мач. На 17 декември 2005 г., на „Final Battle 2005“, той побеждава звездата от Pro-Wrestling NOAH Наомичи Маруфуджи.

#### 2006
Рано през 2006 г., Брайън Даниелсън започва вражда срещу Крис Хироу след като двамата разменят обиди по интернет. Всичко завършва в мач на 14 януари. След като влиза в шоу на Combat Zone Wrestling (CZW) и напада Хироу, двамата се борят в ROH на „Hell Freezer Over“, където той задържа световната си титла. След мача, Принц Нана предлага да откупи пояса от него. Когато отказва, той бива атакуван от Алекс Шели и Джими Рейв от Посолството на принц Нана.
Джими Рейв го предизвиква за титлата на Fourth Anniversary Show, след като Посолството печели турнира по тройки на „Tag Wars 2006“. Алекс Шели също го предизвиква в едно от шоутата на годишнината, но това не се случва; по това време TNA отдръпват всичките си борци от независими федерации и Шели не се явява, за да не пропусне PPV-то на компанията. В резултат на това, бившият член на Посолството и световен шампион на ROH Екзейвиър се изправя срещу Брайън в неуспешен опит да спечели повторно титлата. След това Даниелсън побеждава и Рейв на Fourth Anniversary Show и Шели на Arena Warfare.
През април, Брайън става главен треньор на академията, замествайки Остин Ейрис. В следващия си мач на 22 април, той побеждава Колт Кабана във Филаделфия на „The 100th Show“ само за 6 минути (неочакван край за мач на ROH). По-късно в шоуто, Брайън излиза, за да надприказва феновете на CZW (които са там за мача между отборите на ROH и CZW), и побеждава Delirious, нокаутирайки го със серия от ММА лакти в главата. Той побеждава отново Delirious в реванш на 13 май.
На 15 юли на Death before Dishonor IV във Филаделфия, Брайън Даниелсън побеждава Сонджей Дът, който излиза при предизвикателството му, отправено към всеки кечист на CZW. По-късно през нощта, той участва в мача Клетката на Смъртта между ROH и CZW, ставайки петия член на отбора на ROH. Той печели голяма преднина за отбора си, влизайки трети в Клетката, но когато влиза и третия член на CZW, той разкрива истинската причина да е там и напада Самоа Джо, след което напуска арената. Джо е неспособен да продължи мача, но отборът на ROH бива спасен от изненадващата поява на Хомисайд.
На 5 август, по време на Fight of the Century, Даниелсън води едночасов равен мач срещу Самоа Джо. На 12 август, по време на първото турне на ROH в Обединените Кралства, Брайън побеждава Найджъл Макгинес, за да унифицира световната титла на ROH и титлата по чиста борба. След това той защитава успешно титлата първо срещу SUWA, а след това и срещу Родерик Стронг. На 25 и 26 август, той участва в два мача с 2/3 победи (един срещу Найджъл Макгинес и един срещу Колт Кабана), които завършват след изтичането на едночасовия лимит. По време на мача си срещу Кабана, Даниелсън поема bump, който вади рамото му около 10 минути след началото на мача, но въпреки това, той изиграва и останалите 50 минути. Оказва се, че той е разкъсал две сухожилия в рамото си и едно в гръдния кош. В резултат на това, мачовете му срещу Остин Ейрис на 15 септември (в ROH) и срещу Дейви Ричардс на 8 септември биват отменени. Браъйн Даниелсън се завръща на Glory by Honor V: Night 2 и защитава успешно световната титла срещу КЕНТА. Отмененият му мач срещу Остин Ейрис се състои на 7 октомври, като той печели и него.
Брайън губи титлата на Full Impact Pro (FIP) на 10 ноември 2006 г. от Родерик Стронг.
Седмица по-късно той дебютира в Pro Wrestling NOAH, съюзявайки се с Бизон Смит и Еди Едуардс, за да победи КЕНТА, Рики Марвин и Акитоши Саито. Последният мач от турнето му се състои на 2 декември, губейки от КЕНТА. На 8 декември, Даниелсън побеждава Самоа Джо в мач в клетка, хвърляйки го от клетката чрез рибарски суплекс, след като Джо го изпуска от задушаването си.
На 23 декември, на „Final Battle 2006“, Даинелсън се изправя срещу Хомисайд в оспорван мач, в който той опитва да се дисквалифицира два пъти, но накрая губи мача след ласо от Хомисайд. След мача дава титлата си на Хомисайд и се оттегля от ринга, за да излекува рамото си.

#### 2007
На 3 март, National Wrestling Alliance (NWA) публикува видео, в което Даниелсън изказва намеренията си да спечели новоосвободената от TNA световна титла на NWA. На 19 март, ROH започва да отброява дните до завръщането на Брайън Даниелсън. Неговото първо турне ще бъде с Pro Wrestling NOAH и ще посети Австралия за първи път с второто интернационално турне на World Series Wrestling.
На 30 април, ROH обявяват, че той ще се завърне на 8 юни в Бостън, на 9 – във Филаделфия, на 22 – в Дейтън и на 23 – в Чикаго. Неговият първи мач е обявен – Браъйн Даниелсън срещу КЕНТА. На 11 май Брайън се завръща в ROH преди обявените дати, на Reborn Again в Хартфорд, Кънектикът. Той побеждава Шейн Хагадорн и Адам Пиърс в отделни мачове, сетне е атакуван от No Remorse Corps (Родерик Стронг, Дейви Ричардс и Роки Ромеро), след като отказва да се присъедини към тях. В трети мач за вечерта, той се съюзява с Мат Крос и Ерик Стивънс срещу NRC, но губи мача. На 12 май, Даниелсън се съюзява с шампиона на ROH, Такеши Моришима, за да се изправи срещу Найджъл Макгинес и КЕНТА на „Respect is Earned“. Брайън Даниелсън отбелязва победа, карайки КЕНТА да се предаде. Цялата вечер бива записана като първото PPV на ROH. На 13 май, NWA вакантират световната титла и започват турнир за коронясването на следващия шампион. Още в първия мач на турнира, Даниелсън побеждава Нелсън Крийд във Ванкувър, на 16 юни.
На 25 май, в Брисбейн, Австралия, той побеждава Марк Хилтън в шоу на AWF (Australian Wrestling Federation). На 27 май предизвиква шампиона на AWF и TNT за титлата му. По време на турнето си, Даниелсън печели вакантната титла на World Series Wrestling, побеждавайки Найджъл Макгинес в Сидни. Той я защитава успешно в реванш срещу Найджъл, преди да я изгуби от Били Кидман в Нюкасъл. На 29 юни Даниел предизвиква Ел Дженерико, който току-що е победил Пак и Родерик Стронг за PWG титлите по двойки заедно с Кевин Стийн. Той печели мача, както и PWG титлата.
На 18 август, Брайън побеждава Адам Пиърс в полуфиналите на турнира на NWA. Той трябва да се изправи срещу Брент Олбрайт за титлата в Пуерто Рико на 1 септември. Но, на 25 август, Брайън Даниелсън се бори срещу Моришима в опит да върне титлата на ROH. Той губи в мач, който се превръща в един от най-добрите на промоцията. По време на мача получава орбитална фрактура и рана на ретината. NWA обявява, че заради контузията, Брайън няма да участва на 1 септември и Адам Пиърс става негов заместник. Брайън Даниелсън става специален съдия на мача. Той отброява туш в ситуация, в която раменете и на двамата са на тепиха, но дава титлата на Адам Пиърс.

#### 2008 г.
На 5 януари, Брайън Даниелсън губи PWG титлата от Low-Ki. В ROH, той губи мач в опит да спечели FIP титлата от Ерик Стивънс.

#### 2009 г.
Последният мач на Брайън Даниелсън в ROH е срещу Найджъл Макгинес (мачът е последен и за него) на турнира Glory by Honor VIII: The Final Countdown. Даниелсън успява да спечели мача и е изпратен от зрителите с бурни овации.

## Кариера в WWE
След като дълго време не успява да спечели никаква титла, започва да се говори за трансфер на Даниелсън в друга кеч федерация. Най-заинтересовани от него били TNA и WWE. Накрая, в края на 2009 година, Брайън Даниелсън е преместен в реалити шоуто на WWE – NXT.
 След като подписва с WWE му е даден лист с имена като той трябва да избере кое от тях да ползва. Истинското му име на фигурира в списъка и той избира името Даниел Брайън.

### 2009 – 2010 г.
Брайън участва в първия сезон на шоуто, и се състезава заедно с Уейд Барет, Дейвид Отунга, Джъстин Гайбриъл, Хит Слейтър, Майкъл Тарвър, Скип Шефилд и Дарен Йънг. Негов наставник (Pro) е г-н Договорът в куфарчето и бъдещият шампион на Федерацията Миз. Още от началото двамата не се разбират добре, и Миз неколкократно унижава Даниел Брайън, но когато двамата са в отборен мач срещу R-Truth и Дейвид Отунга, Браян си отмъщава и оставя Миз пребит на ринга, за да го свободно тушира Дейвид Отунга.
Американският дракон се представя добре в двубоите, и скоро изравнява успеха си с този на Уейд Барет. Има голяма популярност и сред феновете на шоуто. Въпреки постоянните нападки на главния коментатор Майкъл Коул, той успява да се задържи на върха. Но веднъж Брайън си изпуска нервите и пребива Майкъл Коул, а после се сбива с Миз. По настояване на Миз и на контузения Коул, Даниел е елиминиран според правилата на състезанието.
Няколко месеца след това, той се завръща на турнира „Лятно тръшване“, за да стане седмия член на отбора на WWE – Джон Сина, Острието, Крис Джерико, Джон Морисън, R-Truth, и членът на „Залата на славата“ Брет „Хитмен“ Хард срещу групировката Нексъс, състояща се от същите участници в NXT. Недоволни от правилата на шоуто, те редовно излизат и пребиват известни кечисти, като най-вече – Джон Сина. Интересното е, че преди двубоя Миз е обявен за седмия член, но Джон Сина го спира тъкмо когато той отива към ринга и заявява, че му трябва някой, който наистина мрази Нексъс – а Г-н Договора в куфарчето никога не се е засичал с Нексъс, и приема поканата единствено като възможност да се изяви.
В двубоя, той елиминира трима души от Нексъс чрез захвата си за предаване Лебел, но накрая е ударен в гръб от Миз и е победен.
След „Лятно тръшване“, Брайън започва да се състезава в „Първична сила“, и подхваща дълга вражда с Миз, който тогава е шампион на Съединените щати. Няколко пъти прилага на Миз LeBell lock, и накрая поисква от бившия си ментор мач за U. S. титлата на турнира „Нощта на шампионите“. Миз приема предизвикателството.
На турнира, Миз така и не успява да направи завършващия си ход – „Смазващ черепа финал“, и се предава, след като Даниел Брайън прилага захвата Лебел на своя опонент. Брайън печели първата си титла – тази на Съединените щати. Той успешно я запазва на „Ад в клетка“ Тройна заплаха – Джон Морисън, Миз и Брайън, на „Старата школа“ срещу Джак Фукльото, както и на „Оцеляване“ срещу Тед Дибиаси. Има редица успешни мачове, и се прочува като ненадминат специалист по предаване, тъй като печели почти всички свои мачове чрез такива захвати.

#### 2011
На „Кралски грохот“, Брайън се представя изключително добре, като елиминира трима души и се задържа до средата на мелето. В следващата „Първична сила“, той има мач за титлата срещу члена на „Династията Хард“, Тайсън Кид, като му прилага захвата Лебел и си я запазва. Обявен е за човека, който за най-дълго време е задръжал тази титла – цели 5 месеца.
В последните дни преди турнира „Кеч Мания 27“ той започва вражда с „Келтския войн“ и два пъти шампион на федерацията Шеймъс. Печели мач срещу него чрез отброяване, като прави „Самоубийствено гмуркане“ от въжетата на Шеймъс, той наранява коляното си в коментаторската маса и не може да достигне навреме ринга, за да прекъсне отброяването. (Откакто спечели титлата „Крал на ринга за 2010“, Шеймъс не е побеждавал в нито един мач, дори и срещу слаби противници). „Келтският войн“ не може да преглътне и тази загуба. Тогава залага кариерата си на мач за титлата на Съединените щати срещу Даниел Браян. Брайън приема мача с усмивка. Решено е той да се проведе в следващото издание на „Първична сила“.
Мачът е изключително напрегнат. Брайън на два пъти прави завършващия си ход – „Захвата Лебел“, но и двата пъти Шеймъс се отскубва. Опитва се да приложи на специалиста по предаване „Разпятието“, но Браян се измъква и се опитва да тушира Шеймъс. Тогава шампиона прави нещо рисковано – застава на въжетата, за да направи „Драконов Падащ лист“, но Шеймъс блокира и просва на земята опонента си с „Ритник-помпа“. „Американският дракон“ е аут от двубоя. Крал Шеймъс става новият шампион на Съединените щати.
В следващата „Първична сила“, Даниел Брайън оповестява решението си пред Шеймъс – той, като бивш шампион на Щатите, има право на реванш. И Брайън решава този мач да бъде на Кеч Мания 27, в Атланта, Джорджия.!.шеймъс се съгласява, като пита Брайън дали наистина иска мач реванш за титлата. После светкавично хвърля в ръцете му титлата, като веднага след това го поваля с „Ритник-помпа“. Тогава Генералният мениджър на „RAW“ решава мача да е от вида „мач с дървари“.
На КечМания, мачът за шампионската титла е в стил dark match (тъмен, закрит мач). Брайън има опит с мачове с дървари (побеждава Хомисайт на 13 май, „The Final Showdown“ в „Ring of Honor“), но този път противникът му има предимство с маса и физическа сила, а бившият шампион трябва да разчита единствено на уменията си като специалист по предаване, които в тези мачове не вършат особена работа. Брайън се опитва безуспешно да се задържи на ринга, но Шеймъс запраща Брайън към въжетата, и с брутален „Ритник-помпа“ го изпраща зашеметен при дърварите. Те правят брутален побой над Брайън, след което шампиона го връща обратно на ринга, и му прави „Разпятието“. Шеймъс задържа титлата си. Но това не е краят на КечМания! Минути по-късно, Генералният мениджър на „Разбиване“ Теди Лонг излиза на ринга, за да обяви началото на Кралско меле, в което участват Брайън, Шеймъс, както и дърварите. Мелето е ужесточено. Накрая остават отново Шеймъс, Брайън и Великият Кали. Накрая Кали елиминира и двамат със саблен удар и печели Кралското меле.
След неуспешният мач на КечМания, Брайън се изявява повече в шоуто „Звездите на Федерацията“ (WWE Superstars), отколкото във „Първична сила“. Но след като печели главното събитие (main-event) на шоуто – смесен отборен мач, в който си партнира с Гайл Ким срещу Тайсън Кид и Мелина, отново му е даден шанс да си върне титлата. Така U.S. шампиона Шеймъс се изправя още веднъж срещу Даниел Брайън в „RAW“. Но отново, „Американският дракон“ е победен, след като Шеймъс му прави Гърботрошач „Ирландско проклятие“. След това, Шеймъс брутално пребива Брайън. И точно тогава се намесва дебютиращата мексиканска звезда Син Кара, който напада шампиона и с „Ураганна атака“ го запраща извън въжетата, а после прави „Летяща преса“ от третото въже, на десет метра във въздуха!.
След един месец се разиграва „Жребият“ за 2011 – в него звездите от двата бранда (Първична сила и Разбиване) се преместват от едното шоу в другото. Така Даниел Брайън попада в шоуто Разбиване (Smackdown!).
Дебютира в „Разбиване“ срещу Тайсън Кид, като го побеждава отново успешно след предаване. После обаче е победен от Шеймъс, който също е преместен в Smackdown. В следващия епизод се бие срещу „Интернационалната сензация“ Син Кара, придружаван от Чаво Гереро. Син Кара първо надделява в мача, с помощта на акробатичните си атаки, но после Брайън му прилага мъчителният и изтезаващият захват „Сърфборд“. Кара е изтощен от болка. „Американският дракон“ се качва на въжетата, за да се приготви за „Драконов Падащ лист“, но тогава Гереро го напада, като дава възможност на Кара да се възстанови и да забие ритника „El Péndulo“ в черепа на Брайън, а после – Мистично Задно салто. След края на мача „Интернационалната звезда“ вижда станалото на повторението и обиден от намесата на Чаво, го изхвърля от ринга.
На следващата вечер Чаво Гереро предизвиква Кара на мач на „Over the limit“, като след това заявява, че може да победи Даниел Брайън дори за пет минути. Тогава Генералният мениджър урежда пет-минутен мач между „Експертът по предаванията“ и Гереро. Почти в целия мач, надделява Брайън, като използва захвати, удари, и любимият му „Драконов Падащ лист“. Накрая обаче, Чаво му прави „Трите амигоси“ (Три поредни суплекса), качва се на въжетата и следва „Жабешка преса“! 1,2... повдигане?! Гереро не може да повярва. В този момент времето свършва. Победител е Даниел Брайън.
В следващия епизод на „Разбиване“, Браян има мач с бившия „Красавец“ Коуди Роудс (играещ си едновременно на кечист и актьор в Холивуд, красотата на Коуди беше размазана от 619 на Рей Мистерио; оттогава той е умствено нестабилен, носи защитна маска, и унижава противниците си, като нахлупва върху главите им картонени маски, което символизира „грозотата“, „лицемерието“ и „страха“ на всички около него). Обаче „Американският дракон“ успява да победи в доста свиреп мач Коуди, като заключва „Захвата Лебел“. Предавайки се доста бързо след заключването, Роудс се съвзема, и напада в гръб Браян, като го пребива и нахлупва върху главата му картонена маска. Това унижение спрямо победения съпътства всяка една от победите на Роудс. Има дарк мач срещу бившия Световен шампион Крисчън, който той печели чрез „Ритник в тила“. Следващата седмица Брайън има мач с бившия си враг Тед Дибиаси, като Дибиаси и Роудс са в отбора „Наследниците“ (The Legacy), и затова Коуди стои край ринга. Даниел успява да му направи „Самоубийствено гмуркане“, а после и „Лебел“. Тед се предава, но тогава Роудс атакува Браян. Двамата го пребиват, когато идва Син Кара, който го спасява с няколко въздушни атаки. В следващите издания на Smackdown! Браян и Кара оформят съюз срещу „Наследниците“, като ги побеждават в няколко отборни мача, и в няколко индивидуални, като взаимно си пазят гърба. Колуминацията на тази вражда е на специалния епизод на „RAW All Stars Night“, където те участват в Отборен мач с 6 души – Даниел Браян, Интерконтиненталния шампион Езикиел Джаксън и Син Кара срещу Коуди Роудс, Тед Дибиаси и Уейд Барет. Мачът е обявен за един от най-добрите мачове от този вид, след като Браян прави двойно „Смъртоносно гмуркане“ на Наследниците, а Син Кара прави Moonsault Slam Supex, по-познат като С4.
След това Американският дракон продължава враждата си с „Наследниците“, и междувременно се класира за турнира „Договора в куфарчето“, като дори не подозира колко много ще промени кариерата му този мач. Мачът „Договора в куфарчето“ е един от най-опасните в кеча; един от Осемте Суперзвезди трябва да вземат някоя от стълбите около ринга, да се изкатерят и вземат куфарчето, висящо от тавана – защото това куфарче осигурява мач за едната от двете Световни титли – Титлата на Федерацията или Титлата в тежка категория. Но само ако другите суперзвезди не му попречат... И така, Даниел Брайън отива на битката на живота си срещу 7 други противници: Кейн, Шеймъс, Уейд Барет, Коуди Роудс, Син Кара, Джъстин Гейбриъл и Хийт Слейтър. След като Шеймъс потрошава Кара след мощна Бомба върху стоманена стълба, почти прекратявайки кариерата на Кара; Кейн прави оглушителни Задушаващи тръшвания на всички около ринга, а Джъстин Гейбриъл прави смъртоносното Цамбурване 450, Браян успява да победи и Роудс, и Барет, и да грабне куфарчето: Даниел Браян е новият Г-н Договорът в куфарчето!В издание на Разбиване Грамадата се скарва със Световния шампион в тежка категория Марк Хенри той го нокаутира и Брайън се възползва от това и иска мач за титлата той тушира Марк Хенри и става новия световен шампион в тежка категория, но после излиза Главния Мениджър на шоуто „Разбиване“ Теодор Лонг той му казва че лекарите на федерацията не дават на Хенри да се бие и трябва да върне титлата на Хенри, а единсвеното което мога да направя: е да ти върна куфарчето и ще се играе среща между Даниел Брайън, Уейд Барет, Коуди Роудс, и Ренди Ортън който спечели след седмица ще играе срещу Марк Хенри за световната титла в тежка категория в мач Стоманена Клетка. В същата вечер се играе мача между Даниел Брайън, Уейд Барет, Коуди Роудс, и Ренди Ортън. Мача започва и Роудс напада Брайън а Ортън Барет Брайън отвръща на Роудс. По-късно в мача Ортън прави RKO на Роудс и опитва туш, но Барет го издърпва от ринга и му прави ДЕ ДЕ ТЕ.Брайън се възползва от това и прави захвата Лебел на Роудс Роудс не издържа на болката и се предава така след седмица ще се бие с Марк Хенри за титлата в тежка категория в мач стоманена клетка, но Роудс не е приключил той напада Даниел в гръб. Но след това Ренди Ортън прави RKO на Роудс. Следващата седмица главния мач Даниел Брайън срещу Марк Хенри за Световната титла в мач Стомонена Клетка можеш да победиш само при туш, предаване или бягство от клетката. В началото Брайън се опитва да избяга, но всеки път Марк Хенри го връща тръшвайки на един два пъти Хенри да го размаже в клетката. Брайън за пореден път се опитва да избяга от клетката, но Хенри го връща тогава Брайън му прави захвата Лебел. Хенри се повдига Брайън преминава в захвата Преспивателно Хенри се освобождава удрайки Даниел в оптегачите. Брайън тръгва да се изкачва по клетката. Хенри го последва те започват схватка отгоре на клетката Марк надделява хваща Брайън и му прави „Най-силното тръшване на света“ от въжетата.1,2,3 и Марк си запазва титлата в тежка категория. На турнира TLC играят Грамадата и Марк Хенри за Световната титла в тежка категория в мач със столове. Когато Грамадата нокултира Марк Хенри и го тушира като и му взима титлата. Хенри го напада в гръб като му прави ДЕ ДЕ ТЕ върху металния стол. Г-н договора в куфарчето Даниел Брайън излиза и иска мач за титлата срещу безпомощния Грамадата. Той го тушира и става новият Световен шампион в тежка категория.
В епизод на Разбиване играят Грамадата и Даниел Брайън за титлата в тежка категория а Марк Хенри седи при коментаторите. Грамадата взима надмощие още в началото, но после Брайън надделява със захвата Лебел Грамадата не се предава и се освобождава и се приготвя за нокаутиращ удар, но Брайън го вижда и слиза от ринга. Марк Хенри му казва че е страхливец и трябва да се върне на ринга. Брайън отива при него и му казва:Аз съм по-добър от теб!Хенри се ядосва и бута Брайън тогава съдията бие гонга за дисфалификация и Брайън си запазва титлата. В епизод на Разбиване се играе реванша между Грамадата и Даниел Брайън за титлата в тежка категория в мач без дисфаликации. Даниел Брайън излиза с приятелката си AJ. Когато мача започва Брайън подава ръка на Грамадата той е хваща, но после го дига във въздуха след това го тръшва. Грамадата пребива Брайън, но после Брайън надделява и поваля Грамадата на пода с ритници след това взима стол той замахва, но Грамадата блокирва с десен удар. Брайън побягва, но Грамадата го настига. Брайън се обръща и му забива шамар. Грамадата се ядосва и подгонва Брайън само че на пътя на Грамадата е AJ той е бута и тя си пада на врата. Съдията и лекарите идват. Брайън не може да повярва, а Грамадата плаче.феновете викат:Тя е добре. Отнасят е с носилка и шина на врата. Брайън започва да крещи на Грамадата:Ако искаш толкова тази титла вземи я. Не мога да повярвам, тя е 50 кг. а ти 220. Накрая му казва:ти си копеле. На Кеч Мания 28 Браян губи титлата си от Шеймъс за 0:18 сек. На Екстремни Правила също не успява да спечели титлата. На Отвъд предела и Договора в Куфарчето той не успява да спечели титлата на федерацията от настоящия шампион Си Ем Пънк.

## В кеча
Завършващи хватки
- Захват Да / Захват Не / Захват Лебел
- Удар с коляно

Ключови хватки
- Летящ козел
- Преспивателно
- Крак кука
- Европейски ъперкът
- Адска кука
- Падащт лист в уптегача
- Повтарящити се ритници на опонент който е на колене последвани от ритник в главата
- Голям ботуш
- Германски суплес
- Суперплекс
- Бостански рак
- Малкия пакет
- Сърф борд

Мениджъри
- Миз
- Бри Бела
- Ей Джей Лий
- Брей Уаят

Прякори
- Американския Делфин
- Американския Дракон
- Козльо
- Най-добрия Кечист на Света
- Ослепителния
- Най-великия на Всички Времена
- Господаря на Малкия Пакет
- Г-н Договора в Куфарчето
- Г-н Малкия Пакет
- Специалистат по Предавания

Интро песни
- The Rage от Джим Джонстън (15 август 2010 – 13 септември 2013)
- Ride of the Valkynes от Ричърд Логнър (20 септември 2010 – 29 юли 2011)
- Big Epic Thing от Джим Джонстън (5 август 2011 – 4 ноември 2011)
- Fight of the Valkynes от Джим Джонстън (след 11 ноември 2011 г.)

## Титли и постижения
- All Pro Wrestling
  - Световен мащабен интернет шампион (1 път)
  - Крал на Индия (2001)
- All Star Wrestling
  - Световен шампион в средна категория на ASW (1 път)
- East Coast Wrestling Association
  - Отборен шампион на ECWA (1 път) – с Кеивал
- Connecticut Wrestling Entertainment
  - Шампион в тежка категория на CTWE (1 път)
- Evolve
  - Мач на годината (2010) срещу Муненори Сава през 11 септември
- Extreme Canadian Championship Wrestling
  - Канадски Младши иампион в тежка категория на NWA (1 път)
- Full Impact Pro
  - Шампион в тежка категория на FIP (1 път)
- International Wrestling Association
  - Пуерто Рико шампион В Тежка Категория на IWA (1 път)
- Memphis Championship Wrestling
  - Южен шампион в Полутежка Категория на MCW (1 път)
  - Южен Отборен шампион на MCW (1 път) – с Спанки
- NWA Mid-South
  - Южен Младши шампион в тежка категория на NWA (1 път)
- New Japan Pro Wrestling
  - Младши Отборен шампион в тежка категория на IWGP (1 път) – с Човекът Къри
  - Най-добрият Супер Младши Американец (2004)
- Pro Wrestling Guerrilla
  - Световен шампион на PWG (2 пъти)
- Pro Wrestling Illustrated
  - Вражда на годината (2013) срещу Органът
  - Мач на годината (2013) срещу Джон Сина на Лятно Тръшване
  - Най-вдъхновяващият Кечист на годината (2014)
  - Най-популярният Кечист на годината (2013)
  - Кечист на годината (2013)
  - PWI го класира като No. 1 от топ 500 кечисти в PWI 500 през 2014
- Pro Wrestling Noah
  - Младши шампион в тежка категория на GHC (1 път)
- Ring of Honor
  - Шампион на Чист ROH (1 път)
  - Световен шампион на ROH (1 път)
  - Естествен Подбор (2004)
- Rolling Stone
  - Най-Болезнено нараняване на годината (2015) – споделено с Сезаро и Сет Ролинс
  - Спорадично Активно Лице на годината (2014)
- Texas Wrestling Alliance
  - Отборен шампион на TWA (1 път) – с Спънки
- westside Xtreme wrestling
  - Световен шампион в тежка категория на wXw (1 път)
  - Амбиция 1 (2010)
- World Series Wrestling
  - Световен шампион в тежка категория на WSW (1 път)
- World Wrestling Entertainment/WWE
  - Световен шампион в тежка категория (1 път)
  - Шампион на Световната Федерация по кеч (4 пъти)
  - Интерконтинентален шампион на WWE (1 път)
  - Отборен шампион на WWE (1 път) – с Кейн
  - Шампион на Съединените щати на WWE (1 път)
  - Г-н Договора в Куфарчето (Разбиване 2011)
  - Награди слами (12 пъти)
    - Брада на годината (2013)
    - Улов Фраза на годината (2013) – ДА! ДА! ДА!
    - Коул във Вашето отглеждане (2010) – Атакуването на Майкъл Коул на NXT
    - Двойка на годината (2013, 2014) – с Бри Бела
    - Окосмяване по лицето на годината (2012)
    - Фен Участие на годината (2013) – ДА! ДА! ДА!
    - Съперничеството на годината (2014) – срещу Органът
    - Отвратителен човек на годината (2010) – Дебютът на The Nexus
    - Супер звезда на годината (2013)
    - Чуруликане на годоната (2012) – „Козе лицето е ужасна обида. Лицето ми е практически перфектно във всяко едно отношение. Всъщност, от сега нататък аз изисквам да се нарече Красивия Брайън“
    - Разстроен на годината (2012) – Побеждавайки Марк Хенри и Грамадата на Кралски Грохот

## В личния живот
Известен като неразбран и ексцентричен, Браян обича простия начин на живот (simple life-style). Вегетарианец е, живее в малка къща в Абърдийн, Вашингтон той е голям атлет, тренирал е в „Тексаската академия по борба“, където треньор му е бил самия „Сърцеразбивач“ Шон Майкълс. Тренирал е също и с друга звезда от федерацията – Уилям Рийгал.